# شهرک زاینده‌رود
شهرک زاینده‌رود، روستایی از توابع بخش مرکزی شهرستان اصفهان در استان اصفهان ایران است. مکانی پر از ارامش است 

## جمعیت
این روستا در دهستان جی قرار دارد و براساس سرشماری مرکز آمار ایران در سال ۱۳۸۵، جمعیت آن ۱۰۰۰ نفر (۲۶۲خانوار) بوده‌است.که یکی از آن خانوار سه نفره است به نام های میثم باقری،کیان باقری،فتانه امیری